# Erin Reese
Erin Reese (* 4. Dezember 1995) ist eine US-amerikanische Leichtathletin, die sich auf den Hammerwurf spezialisiert hat.

## Sportliche Laufbahn
Erin Reese wuchs in Mount Prospect, Illinois auf und absolvierte ein Studium an der Indiana State University. Erste international Erfahrungen sammelte sie im Jahr 2024, als sie bei den Olympischen Sommerspielen in Paris mit einer Weite von 70,23 m in der Qualifikationsrunde ausschied.
2024 wurde Reese US-amerikanische Hallenmeisterin im Gewichtweitwurf.